# スピワック
スピワック（英:SPIEWAK）は、1904年創業アメリカ合衆国のユニフォーム、ジャケットなどを中心に展開するブランドである。スピーワックとも言う。
主にアメリカ軍、官庁にも納入されている。N-3B、N-2B、B-15A、CWU-55、ポリスジャケット、タイタンクロスジャケット等で有名である。本国だけではなく日本やヨーロッパにも展開している。日本ではアメリカンカジュアルを取り扱っている小売店等で販売されている。